# Stipiturus
Stipiturus é um gênero de ave da família Maluridae.

## Espécies
- Stipiturus malachurus (Shaw, 1798)
- Stipiturus mallee Campbell, 1908
- Stipiturus ruficeps Campbell, 1899